# Villanueva de la Jara
Pour les articles homonymes, voir Villanueva.
Villanueva de la Jara est une commune d'Espagne, dans la province de Cuenca, communauté autonome de Castille-La Manche.